# Asperoseius australiensis
Asperoseius australiensis är en spindeldjursart som beskrevs av Alex Fain och Krantz 1990. Asperoseius australiensis ingår i släktet Asperoseius och familjen Phytoseiidae. Inga underarter finns listade.